# アンジ・アレーナ
アンジ・アレーナ (ロシア語:Анжи Арена) 旧ハザール・スタジアム (ロシア語:Хазар стадион) は、ロシア・ダゲスタン共和国カスピースクにあるスタジアム。
かつてロシア・プレミアリーグに所属していたFCアンジ・マハチカラが、2022年までホームスタジアムとして使用していた。

## 歴史
2001年、ハザール・スタジアムはマハチカラに隣接するカスピースクで建設が開始され、2003年7月22日にオープンした。その日に行われたFCクバン・クラスノダールとの試合は、アンジ・マハチカラ所属のアレクサンドル・ニクーリンの得点により1-0で勝利をした。スタジアムは2003年から使用されていたが、スタジアムには囲いがなかった為にカスピ海からくる強い風の影響を受け、チームプレーを基本とするサッカーに影響を与えた。またマハチカラではなくカスピースクにスタジアムを建設した事は集客数に直結した。2006年、アンジはこのような理由からマハチカラ中心部にあるディナモ・スタジアムへと移転した。

### 再建
2011年1月、アンジが実業家のスレイマン・ケリモフにより買収された。その直後にハザール・スタジアムは4万人から5万人収容のスタジアムが建設されるまでの一時的にプレーをするスタジアムとして再建される事が決まり、スタジアムの名称はハザール・スタジアムからアンジ・アレーナに変更された。改修終了は2012年春とされたが、後に2ヶ月遅れることが報告された。再建後のスタジアムはUEFAの要件が満たされ、スタンドはアンジのカラーである黄色や緑に統一される。スタジアム周辺には噴水や散策路が作られ、2500台収容できる駐車場が設置される。2012年12月12日にはサポーターや学生を招きスタンドのテストを行い、2013年3月1日にロシアサッカー連合からスタジアムが認定された。同年3月17日(第21節)のクリリヤ・ソヴェトフ・サマーラ戦(1-1)でオープンした。